# Toronto

Districten in Groot-Toronto

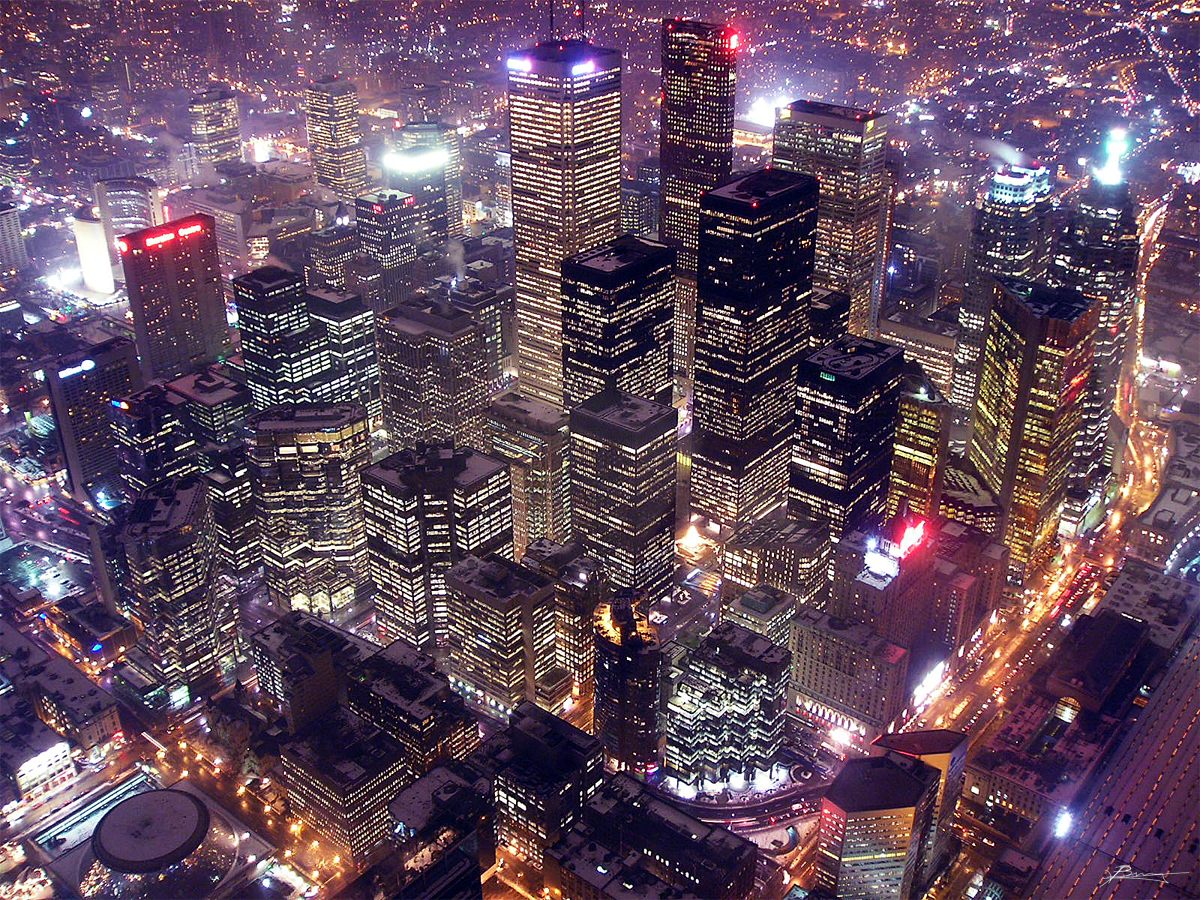
Wolkenkrabbers in het centrum

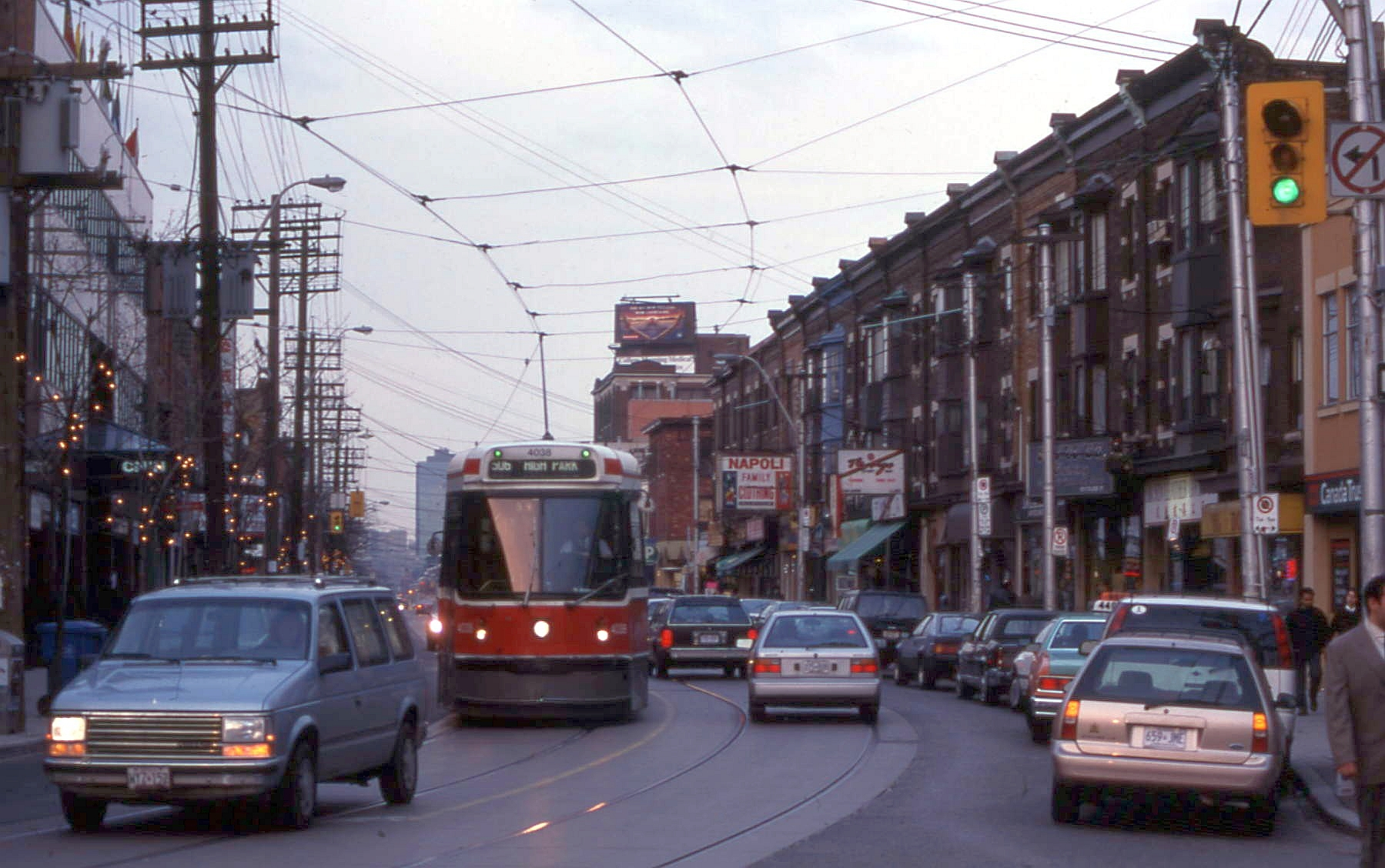
Little Italy, een van de vele etnische wijken van Toronto

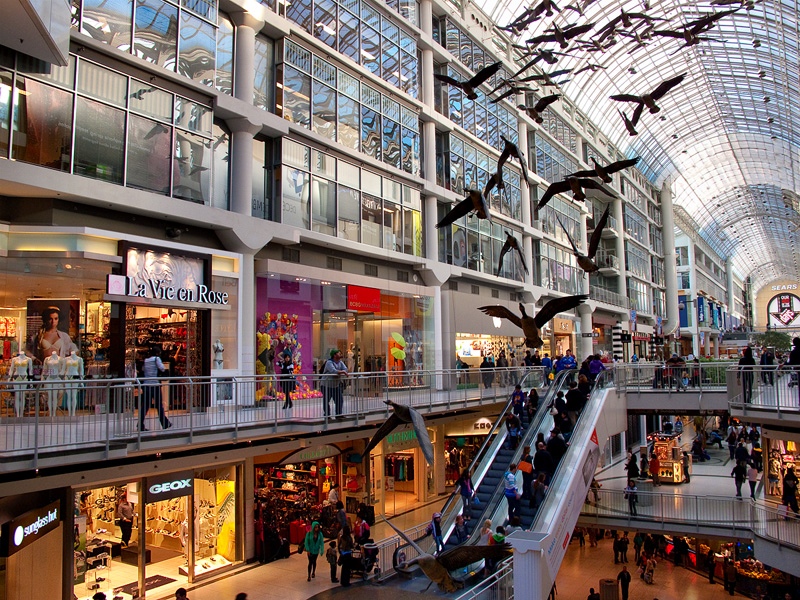
Toronto Eaton Centre, een winkelcentrum in het centrum

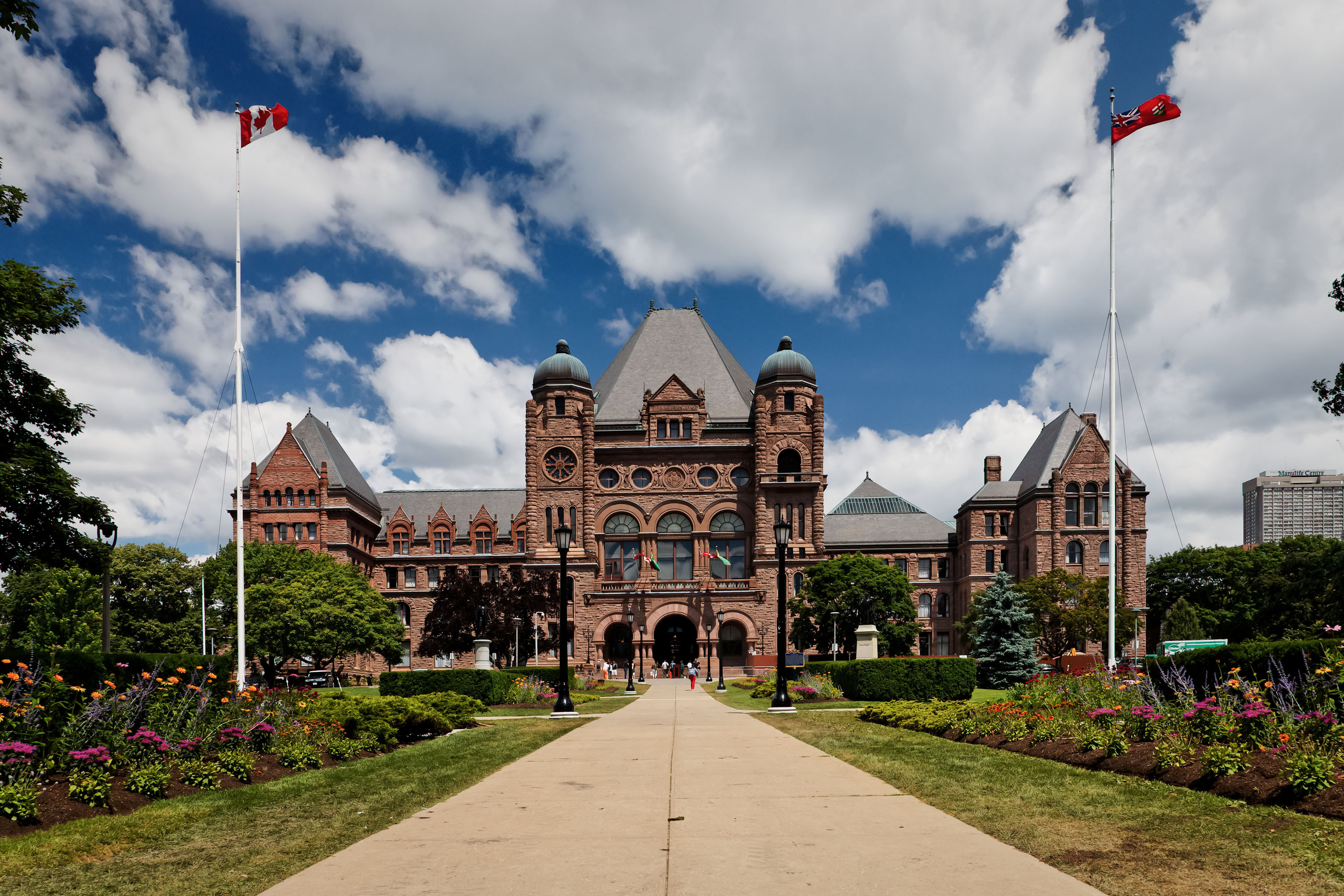
De wetgevende macht van Ontario (Ontario Legislative Building)

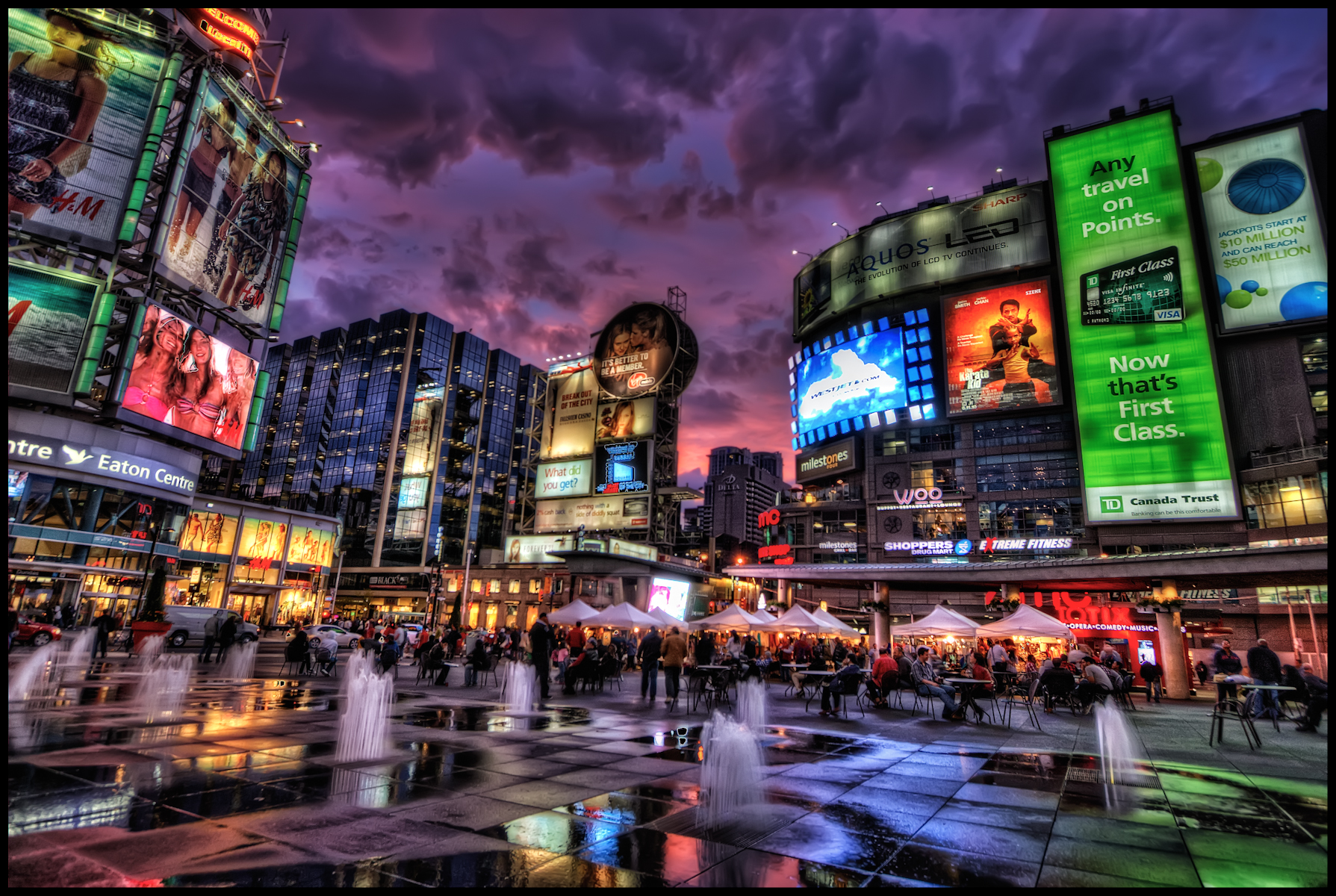
Yonge-Dundas Square, een modern stedelijk plein

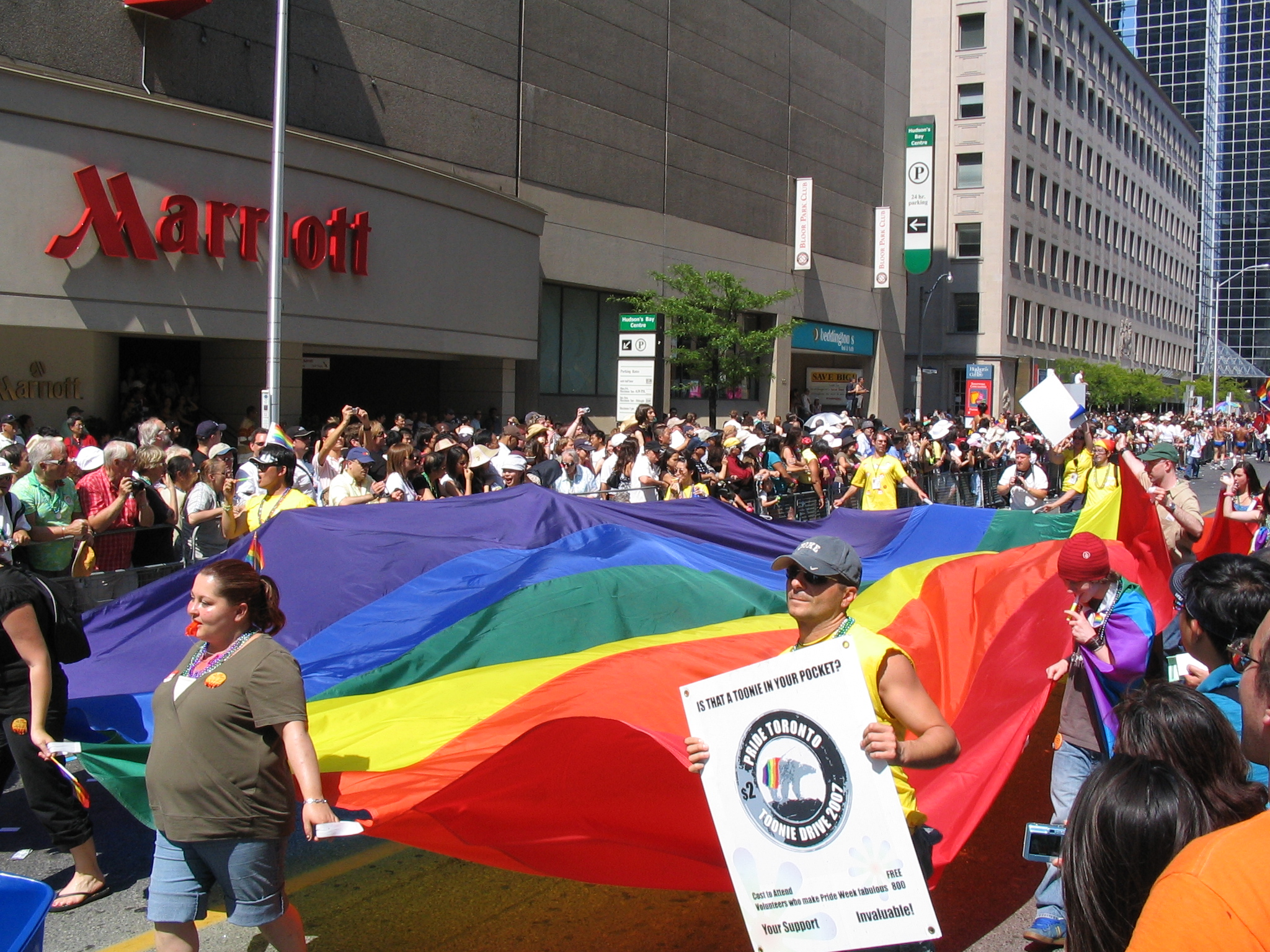
Toronto Pride Parade

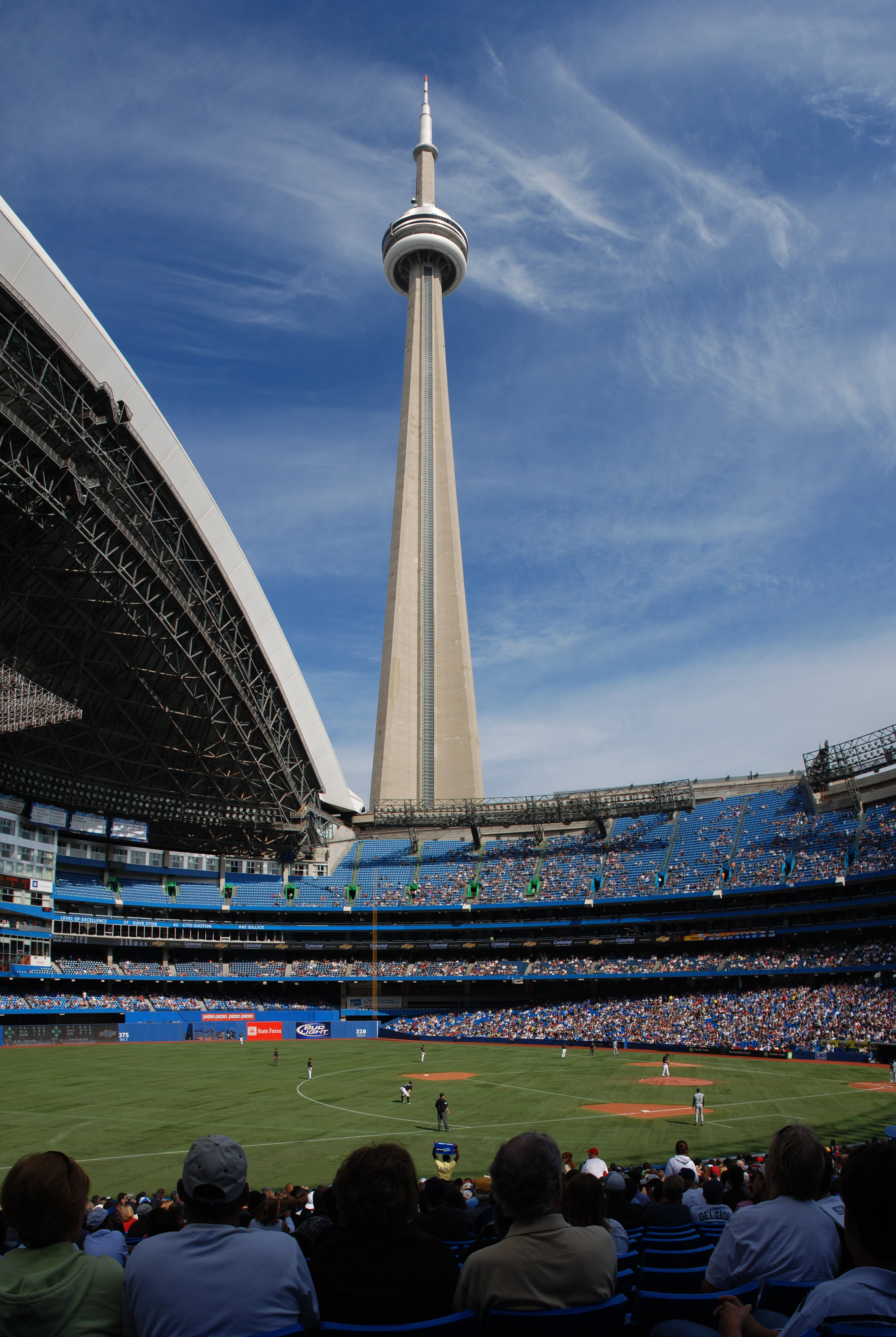
Rogers Centre, een groot stadion, met op de achtergrond de CN Tower

Toronto is de grootste stad van Canada en de hoofdstad van de provincie Ontario. In 2018 had de stad een inwonertal van 2,9 miljoen waarmee het de vierde stad van Noord-Amerika was, na Mexico-Stad, New York en Los Angeles. In Groot-Toronto, oftewel de Greater Toronto Area, wonen ongeveer 6,2 miljoen mensen. In het Engels worden de inwoners van Toronto Torontonians genoemd.
Toronto is het economische centrum van Canada en is de belangrijkste stad van het land op het gebied van financiën, telecommunicatie, media, softwareontwikkeling en medische wetenschap. De CN Tower was tot 2007 het hoogste vrijstaande bouwwerk ter wereld op land.
Toronto wordt vaak genoemd als een van de meest leefbare steden ter wereld, onder andere door de milieuvriendelijkheid, hoge welvaart en relatief weinig misdaad (vergeleken met andere grote steden). Toronto heeft een gemêleerde bevolking, doordat de stad veel immigranten van over de hele wereld heeft aangetrokken.

## Geschiedenis
De eerste Europeanen die de omgeving van Toronto verkenden, waren Franse handelaren, in het jaar 1750. De eerste inwoners van Europese afkomst waren vluchtelingen uit de Verenigde Staten die de Revolutionaire Oorlog ontvluchtten en daarvoor naar Ontario trokken.
In 1793 kreeg de stad de officiële naam York toegewezen door luitenant John Graves Simcoe, toen hij de stad koos als nieuwe hoofdstad van het toenmalige Boven-Canada. Toch was deze "stad" nog zeer klein: in 1800 woonden er ongeveer 50 gezinnen. In 1813, tijdens de Oorlog van 1812, werd York veroverd en een groot deel van de gebouwen verbrand door Amerikaanse soldaten.
Tijdens de rest van de negentiende eeuw trokken veel immigranten naar Canada. Toronto groeide behoorlijk snel. Op 6 maart 1834 kreeg de stad haar oorspronkelijke naam "Toronto" terug. In dat jaar was Toronto al een belangrijke haven voor stoombootverkeer geworden, en kreeg de stad voor het eerst straatverlichting. Door de industrialisering omstreeks het jaar 1870 groeide Toronto uit tot een van de grootste economische centra van de Canadese Confederatie.

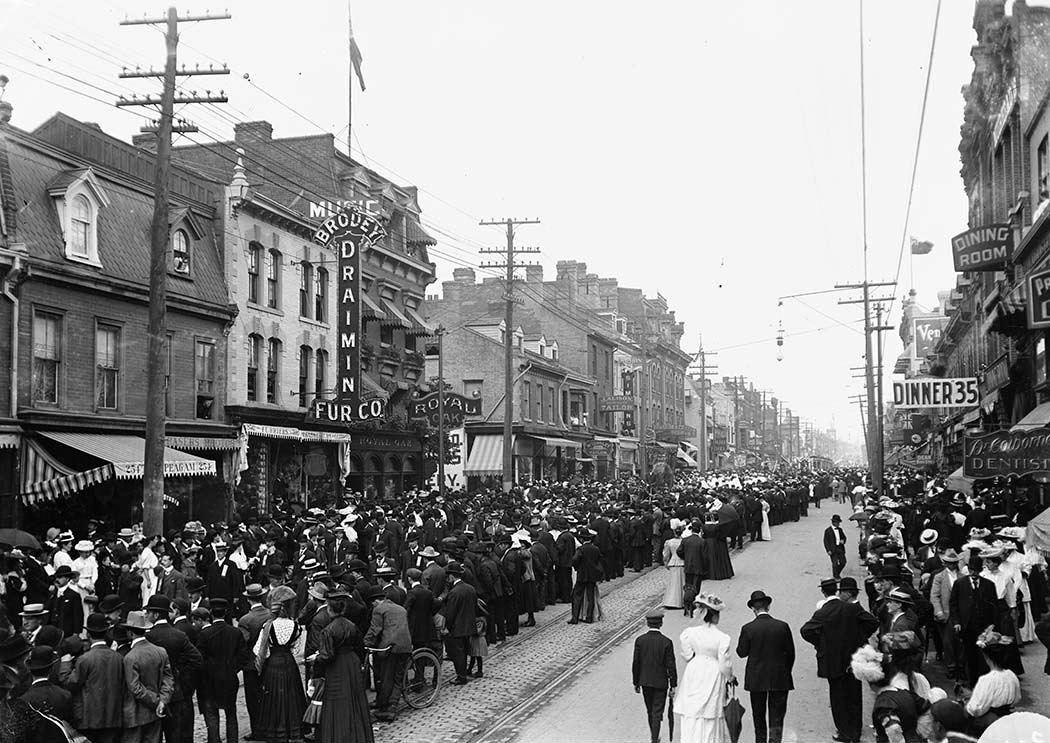
Dag van de Arbeid in Toronto, 1900

Tijdens de jaren 1920 was Toronto de tweede stad van Canada, zowel qua bevolkingsaantal als qua economische rol; in beide gevallen was Montreal toentertijd de belangrijkste stad van het land. Desondanks was de aandelenhandel op de Toronto Stock Exchange in 1934 de grootste van Canada. Na de Tweede Wereldoorlog kwam er een enorm aantal immigranten uit Europa naar Toronto. Tegen het jaar 1980 werd het de grootste stad van het land, en grote bedrijven en internationale banken begonnen zich in Toronto te vestigen.

### Naam
De naam Toronto komt uit het Iroquois en betekent letterlijk "plaats waar bomen in het water staan". Deze betekenis slaat op de regio ten noorden en ten zuiden van wat inmiddels bekendstaat als Lake Simcoe (toen Lake Toronto), waar de Huron (oorspronkelijke bewoners van dit gebied) hun visvangst deden.

## Geografie en klimaat

### Topografie
Toronto beslaat een oppervlakte van 629,91 km². De maximaal meetbare afstand van noord naar zuid is 21 km en van oost naar west 43 km. Toronto grenst aan het Ontariomeer, de Etobicoke Creek en de Rouge River.
Verder stromen ook de Humber River en de Don River door Toronto. Het grote aantal rivieren en kreken hebben gezorgd voor dichtbeboste ravijnen in de omgeving van de stad, die inmiddels als recreatief gebied worden gebruikt (Humber Bay Park  video). Deze ravijnen zorgen wel voor een aantal 'botsingen' met de stedelijke bouwplannen van Toronto: op veel plekken snijdt een ravijn een verkeersader letterlijk doormidden.

### Klimaat
Toronto heeft een gematigd continentaal klimaat, dat door de zuidelijke ligging en de nabijheid van grote wateroppervlakken opmerkelijk zacht is vergeleken met de rest van Canada, de omgeving van Vancouver uitgezonderd. Het vertoont veel overeenkomsten met het klimaat van Oost-Europa, met name noordelijk Roemenië. De totale neerslaghoeveelheid (ruim 800 mm per jaar) komt overeen met wat België en Nederland gewend zijn met, net als in het Nederlandse binnenland, een neerslagmaximum in juli en augustus. Ook de late herfst en een laat begin van de winter komen op dat punt overeen.
De winters kennen meestal een aantal behoorlijk koude periodes, waarin de temperatuur kan dalen tot -15 °C. Een normale winterdag betekent een maximumtemperatuur van rond het vriespunt. In de nachten vriest het vaak matig (-5 tot -10 °C) en een gemiddelde winter laat zich samenvatten als een zeer strenge Belgische of Nederlandse winter. De zomers zijn beduidend warmer en worden getypeerd door vochtig en benauwd weer met maxima tussen de 25 en 30 °C. Ook hier geldt de temperende invloed van de nabije Grote Meren.
Er zijn twee verschijnselen die gebonden zijn aan de Grote Meren. Tamelijk bekend is de lake-effect snow, waarbij zware sneeuwbuien zich vormen als zeer koude lucht uit vooral het noorden- of noordwesten over de warme meren heen strijkt. Hierbij wordt door convectie veel vocht opgenomen, waarbij het plaatselijk zwaar kan sneeuwen. Hoe langer de lucht over het water trekt, hoe zwaarder de neerslag en dat betekent dat er voorkeurstrajecten zijn. Toronto heeft hier zelden veel last van, in tegenstelling tot bijvoorbeeld Buffalo in de Verenigde Staten.
Een minder bekend, maar toch veel voorkomend verschijnsel vormen waterhozen, die door dezelfde oorzaken optreden, maar vooral aan het einde van de zomer en begin van het najaar. Deze zijn op grote afstand te zien en worden ook vanuit Toronto regelmatig waargenomen.

## Bevolking
De officiële bevolking van de stad was 2.629.030 op 1 juli 2006. Toronto is een van de meest multiculturele steden ter wereld, door het enorme aantal immigranten dat zich door de eeuwen heen in de stad hebben gevestigd. In 2016 waren 51,5% van de inwoners mensen van kleur. Volgens het Ontwikkelingsprogramma van de Verenigde Naties is Toronto de stad met het op een na hoogste aantal inwoners die in een ander land zijn geboren, na Miami (Verenigde Staten). Anders dan die nummer één is in Toronto geen dominante etnische groep te onderscheiden. De meeste inwoners van Toronto die buiten Canada zijn geboren, komen uit Italië, Pakistan, Jamaica, India, Iran, China, Somalië, Vietnam, Ecuador, Ghana, Guyana, Portugal, Polen, Roemenië, Zuid-Korea, de Filipijnen en Rusland. Deze diversiteit wordt benadrukt door het aantal etnische wijken zoals Little Italy, Little Jamaica, Little India, Chinatown, Koreatown, Greektown, Portugal Village, Corso Italia, Little Mogadishu en Malta Village.
In 2001 was 31,4% van Toronto's bevolking rooms-katholiek, 21,2% was protestants en 4,9% was orthodox. Volgens hetzelfde onderzoek was 6,7% moslim, 4,8% was hindoeïstisch, 4,2% joods en 2,7% was boeddhistisch. Zo'n 18,9% was niet-religieus.
Engels is veruit de meest gesproken taal in Toronto. Andere talen met een aanzienlijk aantal sprekers zijn Spaans, Italiaans, Portugees, Perzisch en Punjabi. Na het Engels is het Italiaans de meest gesproken taal op het werk.
Toronto staat ook bekend als tolerante stad. Het homohuwelijk werd gelegaliseerd in de provincie Ontario, als eerste van het gehele Amerikaanse continent. In de stad vindt men een groot aantal bars, clubs, discotheken en restaurants gericht op een homoseksueel of lesbisch publiek alsmede een eigen 'Gay Village', waar zich sinds de WorldPride van 2014 twee permanente regenboogoversteekplaatsen bevinden.

## Stadsindeling
'Downtown', het centrum van Toronto, is het meest dichtbevolkte deel van de stad. In het hart van het centrum ligt het financiële district, met name aan Bay Street. In dit district bevindt zich de grootste concentratie aan wolkenkrabbers in heel Canada, waaronder First Canadian Place, Toronto Dominion Centre, Scotia Plaza, Royal Bank Plaza, Commerce Court en BCE Place. De stadsdelen Midtown en Uptown bevatten een aantal historische enclaves zoals Yorkville, Rosedale, Forest Hill en Casa Loma. Deze wijken bestaan met name uit grotere huizen, luxe appartementen en de daarbij horende diensten. Desondanks zijn er ook een aantal wijken in de omgeving van Downtown met minder rijke, recente immigranten, zoals Parkdale en Regent Park.
De stadsdistricten York en East York zijn wat oudere, middenklasse wijken die inmiddels etnisch gezien zeer gemengd zijn. De meeste wijken die wat verder van Downtown afliggen, zijn vooral residentieel, zoals Etobicoke, Scarborough, Bridle Path en Guildwood, waarvan een aantal typische chique buurten zijn.

## Economie
Toronto is een belangrijk internationaal centrum voor het zakenleven en bankwezen. Toronto heeft dan ook een groot aantal banken en brokers, vooral rondom Bay Street, het Canadese antwoord op Wall Street. De Toronto Stock Exchange is de op zes na grootste aandelenbeurs van de wereld. De vijf grootste banken van Canada hebben allen hun hoofdkantoor in Toronto gevestigd.
Toronto heeft een bruto binnenlands product van 276 miljard Amerikaanse dollars. Wanneer de complete agglomeratie van Toronto zou worden meegerekend, zou dit getal uitkomen op 305 miljard. Belangrijke bedrijven die zich in Toronto hebben gevestigd zijn: Thomson Corporation, Bell Globemedia, Four Seasons Hotels, Rogers Communications en Celestica. Ook veel andere buitenlandse multinationals hebben hun Canadese kantoor in Toronto.

## Bezienswaardigheden en cultuur
Het Royal Ontario Museum is een museum dat internationaal in hoog aanzien staat. Het grootste museum van Canada richt zich op de natuurlijke historie en wereldculturen. Naast het in stand houden en uitbreiden van de collecties, houdt de wetenschappelijke staf van het museum zich op diverse plekken in de wereld bezig met veldonderzoek. De Art Gallery of Ontario heeft een grote collectie Canadese, Europese en Afrikaanse hedendaagse kunstwerken. Elk jaar wordt op Exhibition Place de Canadian National Exhibition georganiseerd.
Toronto heeft een grote theater- en kunstscene, en beschikt over meer dan vijftig ballet- en dansverenigingen, zes opera's en twee symfonieorkesten. Belangrijke locaties in dit geheel zijn de Four Seasons Centre for the Performing Arts, de Roy Thomson Hall, het Princess of Wales Theatre en het Toronto Centre for the Arts. Op Ontario Place vindt men het allereerste IMAX filmtheater van de wereld.
De productie van Canadese of buitenlandse films en TV is een belangrijk onderdeel van Toronto's economie. De stad functioneert vaak als 'stand-in' voor grote Amerikaanse steden zoals New York en Chicago, omdat de productiekosten in Toronto lager zijn dan in grote steden in de Verenigde Staten. Veel films worden eerst als test uitgebracht in Toronto, voordat men overgaat tot nationale release. Het Internationaal filmfestival van Toronto is een van de belangrijkste voor de internationale filmindustrie.
Toronto is de belangrijkste mediastad van Canada. De landelijke dagbladen The Globe and Mail en National Post komen uit Toronto, net als de lokale kranten Toronto Star en de Toronto Sun. Alle grote Canadese televisiestations hebben hun hoofdkantoren in Toronto, waaronder CBC en CTV.
Het bekendste gebouw van Toronto is de CN Tower, de op een na hoogste vrijstaande toren ter wereld, met een hoogte van 553 meter.
Het Distillery District is een voetgangersvriendelijke wijk waar men veel boetieks, kunstgalerijen en restaurants vindt. Een van de nieuwste theaters in dit district is het Young Centre for the Performing Arts, de thuisbasis voor de Soulpepper Theatre Company.
Ook de wijken the Beaches, Toronto Islands, Kensington Market en het Toronto Eaton Centre zijn bezienswaardige plekken.
Bij de haven van Toronto begint Yonge Street, die met een lengte van 1896 kilometer ooit door het Guinness Book of Records werd opgenomen als langste straat ter wereld. Daarbij was echter Ontario Highway 11 meegerekend; tegenwoordig komt de Yonge Street niet meer voor in het recordboek. In Toronto zelf is het een belangrijke winkelstraat, met onder andere winkelcentra als het Toronto Eaton Centre.

## Verkeer en vervoer
- Internationale luchthaven Toronto Pearson
- Union Station
- VIA Rail
- Metro van Toronto
- Tram van Toronto

## Sport
In Toronto worden jaarlijks twee marathons gehouden: de internationaal bekende Toronto Waterfront Marathon en de (kleinere) Marathon van Toronto. Om het jaar worden het ATP-tennistoernooi voor mannen en het WTA-tennistoernooi voor vrouwen georganiseerd.
De stad heeft twee grote voetbalclubs, namelijk Toronto FC dat speelt in de MLS en York United FC dat speelt in de Canadian Premier League. Een bekende basketbalclub is Toronto Raptors. De grootste ijshockeyclub is Toronto Maple Leafs.
De honkbalclub Toronto Blue Jays komt uit in de Amerikaanse MLB. De Blue Jays hebben de World Series twee keer gewonnen: in 1992 en 1993. De Toronto Argonauts van de Canadian Football League zijn ook erg populair in Toronto. De stad kent ook vele golfbanen.
Toronto was kandidaat voor de organisatie van de Olympische Zomerspelen in 1996 en 2008, maar andere steden kregen de voorkeur.

## Stedenbanden
Toronto heeft stedenbanden met de volgende steden: 
- Bisjkek (Kirgizië)
- Chicago (Verenigde Staten), sinds 1991
- Eilat (Israël)
- Frankfurt (Duitsland), sinds 1989
- Ho Chi Minhstad (Vietnam)
- Kiev (Oekraïne)
- Milaan (Italië)
- Quito (Ecuador)
- Rostov aan de Don (Rusland)
- Sagamihara (Japan)
- São Paulo (Brazilië)
- Chongqing (China)
- Warschau (Polen)
- Wolgograd (Rusland)